# Australian Open de 2014

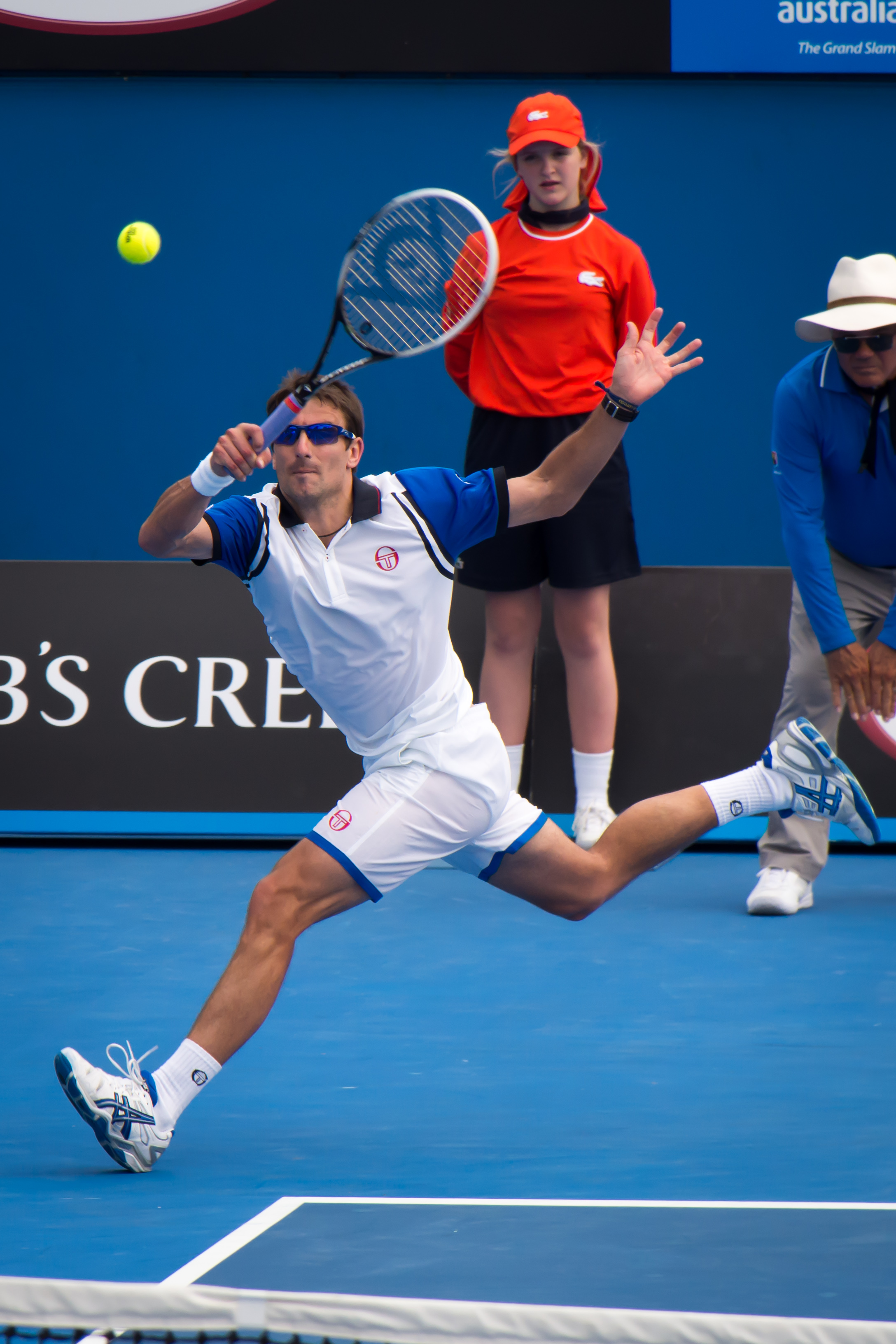
Tommy Robredo (ESP) durante partida contra Julien Benneteau (FRA) no Aberto da Austrália de 2014

O Australian Open de 2014 foi um torneio de tênis disputado nas quadras duras do Melbourne Park, em Melbourne, na Austrália, entre 13 e 26 de janeiro. Corresponde à 46ª edição da era aberta e a 102ª de todos os tempos.
Em simples, Novak Djokovic perdeu nas quartas de final. O atual campeão era o atual tricampeão de simples masculino, mas não conseguiu defender o seu título, perdendo para Stanislas Wawrinka. Campeã duas vezes Victoria Azarenka também não conseguiu defender seu título, perdendo para Agnieszka Radwanska. Esta foi a primeira vez na era aberta que ambos os campeões perderam nas quartas de final. Além disso, nas duplas masculinas, os atuais campeões Bob & Mike Bryan também não conseguiram defender o título, apenas Sara Errani e Roberta Vinci conseguiram se manter no lugar mais alto do pódio.

## Pontuação e premiação

### Distribuição de pontos
ATP e WTA informam suas pontuações em Grand Slam, distintas entre si, em simples e em duplas. A ITF responde exclusivamente pelos juvenis e cadeirantes.
Considerado torneio amistoso, o de duplas mistas não gera pontos.
No juvenil, os simplistas jogam três fases de qualificatório (serão duas a partir de 2015, como jã são em outros Grand Slam), mas só os que passam à chave principal pontuam. Em duplas, a pontuação é por jogador. A partir da fase com 16, os competidores recebem pontos adicionais de bônus (os valores da tabela já somam as duas pontuações).
Este é o primeiro ano que WTA e ITF, no juvenil, usam esse sistema de pontos.

#### Profissional
| Evento            | V    | F    | SF  | QF  | R16 | R32 | R64 | R128 | Q  | Q3 | Q2 | Q1 |
| Simples masculino | 2000 | 1200 | 720 | 360 | 180 | 90  | 45  | 10   | 25 | 16 | 8  | 0  |
| Duplas masculinas | 2000 | 1200 | 720 | 360 | 180 | 90  | 0   | —    | —  | —  | —  | —  |
| Simples feminino  | 2000 | 1300 | 780 | 430 | 240 | 130 | 70  | 10   | 40 | 30 | 20 | 2  |
| Duplas femininas  | 2000 | 1300 | 780 | 430 | 240 | 130 | 10  | —    | —  | —  | —  | —  |